# Естердайхштріх
Естердайхштріх (нім. Oesterdeichstrich) — сільська громада в Німеччині, розташована в землі Шлезвіг-Гольштейн. Входить до складу району Дітмаршен. Складова частина об'єднання громад Бюзум-Вессельбурен.
Площа — 4,64 км2. Населення становить 276 ос. (станом на 31 грудня 2020).

## Галерея

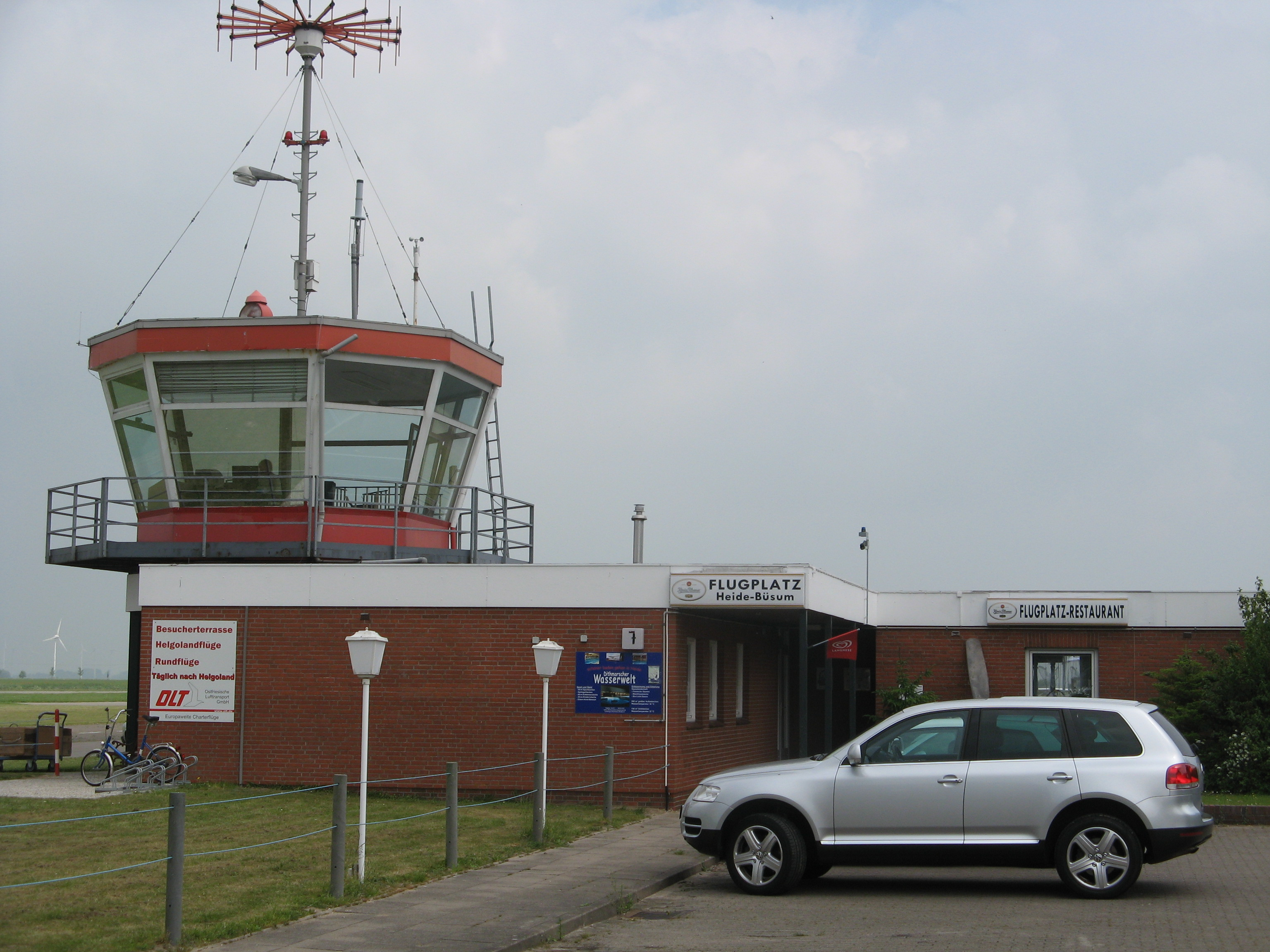